# Cuộc chiến giữa các vị thần (phim 2010)
Cuộc chiến giữa các vị thần (tiếng Anh: Clash of the Titans) là phiên bản điện ảnh thần thoại Hy Lạp dựa trên Bộ tiểu thuyết cùng tên được thực hiện vào năm 1981. Nội dung phim xoay quanh người anh hùng Perseus,một á thần cùng góp sức với những người anh hùng ở Argos để giết thủy quái Kraken và thách thức các vị thần.
Bộ phim được đạo diễn bởi Louis Leterrier và có sự góp mặt của các ngôi sao như Sam Worthington, Mads Mikkelsen, Alexa Davalos, Ralph Fiennes...Ngày khởi chiếu phim chính thức lẽ ra là 26 tháng 3 năm 2010 nhưng cuối cùng hãng sản xuất đã công bố ngày khởi chiếu dời lại đến 2 tháng 4 năm 2010 vì bộ phim sẽ được đạo diễn chuyển qua định dạng 3D.
Phần tiếp theo bộ phim, với tên "Wrath of the Titans", sẽ được phát hành vào ngày 30 Tháng Ba, năm 2012, hình ảnh 3D và IMAX 3D.

## Nội dung phim
Một ngư dân già tên Spyros khi thả lưới đã vớt được một cái hòm. Khi mở ra, ông thấy một đứa bé (chính là Perseus) và một người phụ nữ đã chết (mẹ ruột của Perseus là Danaë). Đứa bé vẫn sống, ông quyết định nuôi nó. 12 năm sau, Perseus đã lớn thành một thanh niên. Một ngày nọ. khi gia đình Perseus đang đánh cá thì bắt gặp trên đỉnh núi gần đó, những người anh hùng Argos đang đốn bức tượng thần Zeus. Ngay sau khi bức tượng đổ sập, thần Hades xuất hiện và trừng phạt những người anh hùng vì cả gan xúc phạm thần linh. Sức mạnh của Hades khiến con thuyền của gia đình Perseus lật và chỉ còn mình Perseus sống sót.
Sau đó, Perseus được những người anh hùng sống sót đưa về Argos. Tại đây, vua và hoàng hậu mở tiệc ăn mừng thách thức các vị thần. Hoàng hậu thì ra sức phỉ báng vị thần trên đỉnh Olympus, tuyên bố sắc đẹp của con gái mình hơn trăm lần nữ thần Aphrodite. Thần Hades lại xuất hiện một lần nữa để trừng phạt hoàng hậu, biến bà thành một mụ già rồi chết ngay tức khắc. Hades ra lời nguyền Argos sẽ bị hủy diệt bởi quái vật khổng lồ Kraken. Rồi lại ra điều kiện nếu dâng hiến công chúa Andromeda cho quái vật thì Argos sẽ bình yên.
Vì không muốn mất công chúa nên những người anh hùng quyết định ra đi để tìm cách giết con quái vật Kraken, trong đó có Perseus. Theo dõi Perseus suốt từ khi cậu sinh ra đến bây giờ là Io, một người bị lời nguyền trẻ mãi không già. Io nói với các anh hùng rằng phải tìm gặp 3 mụ phù thủy 1 mắt Stygian Witches để tìm cách giết quái vật Kraken. Io kể quá khứ của Perseus rằng khi xưa thần Zeus yêu mến Danaë đã giả làm Acrisius (phu quân của Danaë) để ngủ với bà để rồi Acrisius thật trở về và thấy cảnh đó. Zeus biến mất. Trong khi đó, Danaë đã mang thai và sinh ra Perseus. Vì căm thù Zeus và không muốn người vợ nhơ nhuốc, nên đã bỏ vợ và đứa con vào hòm tự tay ném xuống biển. Acrisius phỉ báng thần Zeus và đã bị Zeus đánh sét để trừng phạt.
Dưới Địa ngục, Hades tìm đến Calibos (chính là Acrisius đã bị biến dạng với hình thù gớm ghiếc do khi xưa bị Zeus trừng phạt), và truyền năng lượng cho Calibos trở thành tay sai của mình để giết Perseus. Khi nhóm anh hùng Argos đang tìm đường trong rừng thì Perseus phát hiện một thanh kim loại. Khi cầm lên, nó biến thành một cây kiếm và Perseus biết rằng đó là bảo bối do Zeus ban tặng nhưng Perseus không cần và đưa nó cho một thành viên trong nhóm. Khi đến sa mạc, nhóm bị Calibos phục kích, 1 người trong nhóm đã chặt đứt cánh tay của Calibos. Máu của Calibos biến thành những con bò cạp khổng lồ và nhóm chiến binh phải đánh nhau với chúng. Sau 1 hồi đánh nhau với quái vật, những xác chết biết đi Djinn xuất hiện và khống chế bò cạp khổng lồ.
Lại đi tiếp cuộc hành trình và đến động của 3 mụ phù thủy. 3 mụ nói muốn giết Kraken phải chặt đầu của Medusa để làm vũ khí khiến Kraken hóa đá. Vậy là cuộc hành trình hướng đến sào huyệt của Medusa. Trong trận chiến với Medusa, tất cả thành viên trong nhóm hóa đá, ngoại trừ Perseus sống sót, lấy được đầu của Medusa. Khi ra khỏi hang động, Perseus định quay lại gặp Io đang chờ thì Calibos bất ngờ xuất hiện và giết cô. Sau đó là trận đánh nhau giữa Perseus và Calibos, Perseus mặc dù không muốn dùng thanh kiếm do Zeus tặng nhưng vì Io nên anh đành dùng nó và giết được Calibos. Trước khi chết Calibos hóa lại thành Acrisius. Ngựa thần Pegasus xuất hiện và chở Perseus đến Argos giết quái vật Kraken.
Ở Argos, cư dân đã kêu gọi công chúa ra để dâng hiến cho quái vật. Một tên cuồng tín đã dẫn đầu cả một đám đông để vào thành bắt công chúa dâng hiến cho Kraken. Sau đó, Hades - qua sự cho phép của Zeus - đã thả Kraken ra, cùng với mưu đồ dùng sức mạnh Kraken lật đổ Zeus. Cùng lúc đó, Perseus tới nơi. Nhưng Hades đã hóa thành những con quỷ bay để đánh cắp đầu của Medusa. Perseus đuổi theo và lấy lại được đầu của Medusa và làm cho Kraken hóa đá. Hades bị đuổi xuống Địa ngục. Công chúa được cứu và Argos bình yên. Perseus được Zeus đề nghị làm thần nhưng Perseus từ chối. Cuối cùng, Zeus không ép buộc gì, còn tặng cho chàng một món quà, đó là Io - nữ thần đã hướng dẫn Perseus trên con đường chông gai của mình - cả hai đã thầm yêu từ trước và bộ phim kết thúc.

## Bảng phân vai
- Sam Worthington trong vai Perseus,[3] là anh hùng, con của thần Zeus.
- Liam Neeson trong vai Zeus,[3][8]
- Ralph Fiennes trong vai Hades,[3]
- Alexa Davalos trong vai Andromeda[3][9]
- Izabella Miko trong vai Athena[10]
- Mads Mikkelsen trong vai Draco[3][11]
- Jason Flemyng trong vai Acrisius[3]/Calibos
- Gemma Arterton trong vai Io[3]
- Danny Huston trong vai Poseidon[12]
- Tamer Hassan trong vai Ares
- Pete Postlethwaite trong vai Spyros[13]
- Polly Walker trong vai Cassiopeia
- Luke Treadway trong vai Apollo
- Nathalie Cox trong vai Artemis
- Nina Young trong vai Hera
- Kaya Scodelario trong vai Peshet
- Nicholas Hoult trong vai Eusabios
- Ian Whyte trong vai Sheik Suleiman
- Agyness Deyn trong vai Aphrodite
- Paul Kynman trong vai Hephaestus
- Alexander Siddig trong vai Hermes
- Charlotte Comer trong vai Demeter
- Jane March trong vai Hestia
- Natalia Vodianova trong vai Medusa
- Hans Matheson trong vai Ixas
- Mouloud Achour trong vai Kucuk
- Liam Cunningham trong vai Solon

## Sinh vật & Quái vật
- Stygian Witches - 3 mụ phù thủy 1 mắt.
- Bò cạp Giant - sinh ra từ máu của Calibos.
- Medusa - nửa người nửa rắn.
- Djinn - Xác chết biết đi.
- Kraken - quái vật khổng lồ được thần Hades thả ra để hủy diệt Argos, bị hóa đá bởi đầu Medusa.
- Harpy - nửa người nửa chim, là quái vật của thần Hades.
- Pegasus - Ngựa biết bay, con vật mà Perseus dùng để cởi đến Argos giết quái vật Kraken.

## Doanh thu
Bộ phim thu về hơn $61 triệu trong ngày cuối tuần đầu tiên khởi chiếu tại Mỹ và Canada. Trước khi phim Đêm hẹn nhớ đời và phim hoạt hình 3D How to Train Your Dragon khởi chiếu, Cuộc chiến giữa các vị thần đứng thứ nhất về doanh thu trong 2 tuần liên tiếp. Vào ngày 11 tháng 4 năm 2010, doanh thu của phim là $112.118.726 trong nước và $118.700.000 ở các nước khác. Tổng doanh thu lên đến $230.818.726.

## Tại Việt Nam
Bộ phim từng được chiếu lại trên sóng truyền hình kênh THVL1 trực thuộc Đài Phát thanh - Truyền hình Vĩnh Long vào cuối năm 2020 lúc 12h00 các ngày. Bộ phim trình chiếu lại trên kênh truyền hình đã gây cú hích lớn bởi khán giả truyền hình yêu thích nội dung, văn hoá và các vị thần của Hy Lạp.